# Volkshogeschool
De eerste volkshogescholen werden vanaf het midden van de 19e eeuw gesticht in Denemarken door de dichter en theoloog N.F.S. Grundtvig. Het doel was het platteland te emanciperen en verzet te bieden tegen het opkomende rationalisme en liberalisme. Tot op de dag van vandaag hebben de volkshogescholen in de Scandinavische landen een belangrijk aandeel in de educatie van de bevolking.
Ook in Nederland werden volkshogescholen opgericht, die het karakter kregen van vormingsinstellingen in internaatsverband. Allardsoog (nabij Bakkeveen) was de eerste plaats waar (in 1931-1932) een volkshogeschool van start ging onder initiatief van Jarig van der Wielen en in 1968 was in elke provincie een volkshogeschool verrezen. Het doel van de volkshogescholen werd als volgt omschreven: "het geven van een zedelijk-geestelijke ontwikkeling aan volwassen personen als grondslag voor de vernieuwing van de volkscultuur en ter versterking van de volksgemeenschap". Er werden dan ook veel cursussen gegeven gericht op het sociaal functioneren in de samenleving.
Door de herstructurering van de subsidiestromen werden de volkshogescholen in de jaren tachtig van de 20e eeuw gedwongen samen te werken, c.q. te fuseren met levensbeschouwelijke vormingscentra. Een gevolg hiervan was o.a. dat de naam volkshogeschool bijna overal verdween.
De Stichting voor Volkshogeschoolwerk in Nederland, die in 2011 is opgeheven, subsidieerde vormingsprojecten en studies en initieerde en financierde publicaties mits deze strookten met de oude doelstelling.

## Folkshegeskoalle Schylgeralân
De originele betekenis van de volkshogeschool is terug te zien bij de Folkshegeskoalle Schylgeralân, op Terschelling. De Folkshegeskoalle Schylgeralân – Folkshegeskoalle is Fries voor Volkshogeschool - is de enige en laatste volkshogeschool van Nederland, en bestaat sinds 1948. Doordat zij onafhankelijk was van subsidie, had zij minder moeite met de grote veranderingen die eind jaren 80 speelden.
Vandaag de dag organiseert de Folkshegeskoalle Schylgeralân jaarlijks cursussen en activiteiten op het gebied van creativiteit, bezinning en natuur. De Friese taal en cultuur hebben vanaf het begin een belangrijke rol gespeeld voor de Folkshegeskoalle. Ook nu vinden er nog steeds activiteiten en cursussen op dat vlak plaats.